# ブライアン・デネヒー
ブライアン・デネヒー（Brian Dennehy, 1938年7月9日 - 2020年4月15日）は、アメリカ合衆国コネチカット州出身のアイルランド系アメリカ人俳優、映画監督、脚本家、映画製作者。本名は、ブライアン・マニオン・デネヒー（Brian Manion Dennehy）。

## 略歴
AP通信の通信員の父と看護師の母のもと、コネチカット州ブリッジポートに生まれ、ニューヨーク市ブルックリンで育つ。3人兄弟で、弟が２人いる。うち、末弟はFBI捜査官。
高校時代は、アメリカンフットボールに打ち込んでいたが、教師の勧めで学校演劇の『マクベス』に出演したことから演劇に興味を持つようになる。高校卒業後はフットボール奨学生としてコロンビア大学に入学、歴史学を学び、学士号を取得。
1959年、アメリカ合衆国海兵隊に入隊、5年の軍隊生活を送るが実戦経験は無く、米国本土勤務が主で、一番遠い任地は沖縄の米軍基地だった。エール大学で演技を学び、バーテンダーや、株式仲買人、セールスマン、トラック運転手などをしながら、オフ・オフ・ブロードウェイの舞台に立つ。プロとしての初舞台はチェーホフの『イワーノフ』だった。
1976年、マイク・ニコルズ演出の舞台『ストリーマーズ』に出演。
1977年から、『刑事コジャック』、『M*A*S*H』、『ダラス』などのテレビドラマにゲスト出演し、『ミスター・グッドバーを探して』の外科医という小さな役で映画デビュー。以後、テレビドラマへのゲスト出演のほか、単発のテレビ映画では主演も務めるようになり、『タッチ・ダウン』、『ファール・プレイ』、『10』などの映画にも出演、端役ながらそれぞれに違った役柄を次々にこなしてゆく。
1982年、アクション映画『ランボー』に出演、シルヴェスター・スタローンを追う保安官役で強烈な印象を残し、以降『ネバー・クライ・ウルフ』、『コクーン』、『シルバラード』、『F/X』などに出演し、大作、話題作に欠かせない名バイプレイヤーとなる。身長188cm、体重100kg超という堂々たる体躯でその存在感を示した。
1987年には、ピーター・グリーナウェイ監督の『建築家の腹』に主演、"デネヒーの演技のショー・ケース"と評され、シカゴ映画祭最優秀主演男優賞を受賞。
舞台でも、1986年にシカゴのグッドマン・シアターで『ガリレオ』に主演、他国での公演も行ったピーター・ブルック演出の『桜の園』にロパーヒン役で出演（日本公演には出演しなかった）するなど、1980年代に最も活躍した映画俳優の一人となった。
1990年代に入っても、『ブルーヒート』、『推定無罪』、『F/X2 イリュージョンの逆転』等に出演するが、活躍の場は映画からテレビへと移っていく。1993年からは、シカゴの警察官を主人公にしたHBO制作のクライム・ミステリー『Jack Reed』シリーズで初めて製作総指揮を務め、1994年には同シリーズで監督デビューを飾った。その後も数本の監督・脚本・主演のテレビ映画を製作している。また、同時期から舞台活動を活発化させ、1992年にはユージン・オニールの『氷人来たる』に主演。以後、オニール作品の上演は彼のライフワークとなってゆく。1998年、初演から50周年記念上演となったアーサー・ミラー原作の『セールスマンの死』で主人公ウィリー・ローマンを演じ、シカゴ公演の後、ブロード・ウェイ公演も成功させ、初のトニー賞を手にしたほか、2000年には自らが製作総指揮を務めたテレビ映画版でもウィリー・ローマンを演じ、2005年にはロンドン公演も果たした。
2003年には、ヴァネッサ・レッドグレーブとともに『夜への長い旅路』で2度目のトニー賞を受賞した。その後も、2007年には『Inherit the Wind』(クリストファー・プラマー共演)、『マイ・フェア・レディ』にイライザの父親役で出演。2009年には『楡の木陰の欲望』でイフレイムを演じ、2010年1月には、シカゴのグッドマン・シアターでサミュエル・ベケットの『クラップの最後のテープ』とユージン・オニールの『ヒューイ』という2作品に同時に主演するなど、精力的な舞台活動を続けていた。
2020年4月15日、コネティカット州ニューヘイブンにて逝去。81歳没。死因は自然死。逝去は実父がかつて勤務していたAP通信によって報じられた。
実在の連続殺人犯ジョン・ウェイン・ゲイシーを演じた『To Catch a Killer』や、トニー賞を受賞した『セールスマンの死』などで6度、エミー賞にノミネートされていたが受賞歴のないままこの世を去る結果になった。

### 私生活
私生活では、1959年に結婚、三女をもうけるが1974年に離婚。三人の娘のうち、キャスリーンとエリザベスは女優になり、それぞれ『ブルーヒート』、『Jack Reed: A Search for Justice』で共演している。1988年に映画の撮影中に知り合った衣装デザイナーの女性と再婚、一男一女を養子に迎えている。

## エピソード
- 株式仲買人時代の顧客に、まだ無名だったマーサ・スチュワートがいた[2]。
- 映画評論家の淀川長治はデネヒーの大ファンで[3]、1997年2月25日の産経新聞夕刊に掲載された『淀川長治の銀幕旅行』には、「ロミオの父は私の愛するブライアン・デネヒー」という記述がある[4]。

## 主な出演作品

### 映画
| 公開年 放映年 | 邦題 原題                                                                          | 役名                       | 備考 |
| ------------- | ---------------------------------------------------------------------------------- | -------------------------- | --- |
| 1977          | ミスター・グッドバーを探して Looking for Mr. Goodbar                               | 外科医                     | |
| 1977          | タッチダウン Semi-Tough                                                            | T.J. ランバート            | |
| 1977          | キラー・アンツ 蟻/リゾートホテルを襲う人喰い蟻の大群 It Happened at Lakewood Manor | Fire Chief                 | テレビ映画 |
| 1978          | ダラスの長い日/ケネディ大統領暗殺事件 Ruby and Oswald                              | George Paulsen             | テレビ映画 |
| 1978          | 僕は殺していない A Death in Canaan                                                 | バーニー・パーソンズ       | テレビ映画 |
| 1978          | フィスト F.I.S.T.                                                                  | フランク・ヴァスコ         | |
| 1978          | ファール・プレイ Foul Play                                                         | ファーギー                 | |
| 1979          | ジェリコ・マイル/獄中のランナー The Jericho Mile                                   | ドクターD                  | テレビ映画 |
| 1979          | 新・明日に向って撃て! Butch and Sundance: The Early Days                           | O・C・ハンクス             | |
| 1979          | テン 10                                                                            | ドナルド                   | |
| 1980          | ロックパイル・ベトナム A Roumour of War                                            | ネッド・コールマン         | テレビ映画 |
| 1981          | スコーキー/ユダヤとナチの凄絶な戦い Skokie                                         | アーサー・ブキャナン       | テレビ映画 |
| 1982          | スプリット・イメージ/人格分離 Split Image                                          | ケヴィン・ステットソン     | |
| 1982          | ランボー First Blood                                                               | ティーズル保安官           | |
| 1983          | ネバー・クライ・ウルフ Never Cry Wolf                                              | ロジー                     | |
| 1983          | ゴーリキー・パーク Gorky Park                                                      | ウィリアム・カーウィル     | |
| 1984          | マネーハンティングUSA/500万ドルを追いかけろ Finders Keepers                        | フリゾッリ                 | |
| 1985          | コクーン Cocoon                                                                    | ウォルター                 | |
| 1985          | シルバラード Silverado                                                             | コッブ                     | |
| 1985          | 燃えてふたたび Twice in a Lifetime                                                 | ニック                     | |
| 1986          | F/X 引き裂かれたトリック F/X                                                       | レオ・マッカーシー         | |
| 1986          | 忍びよる恐怖 Acceptable Risks                                                      | ドン・シェパード           | テレビ映画 |
| 1986          | 夜霧のマンハッタン Legal Eagles                                                    | キャヴァナー               | |
| 1987          | 建築家の腹 The Belly of an Architect                                               | ストーリィ・クラックライト | シカゴ映画祭主演男優賞受賞 |
| 1987          | 殺しのベストセラー Best Seller                                                     | デニス・ミーチャム         | |
| 1987          | ディア・アメリカ 戦場からの手紙 Dear America: Letters Home from Vietnam            | -                          | 声の出演 |
| 1988          | サバンナの宝石 The Lion of Africa                                                  | サム・マーシュ             | テレビ映画 |
| 1988          | マッド・リベンジャー/復讐の掟 Das Rattennest                                       | ポール                     | テレビ映画 |
| 1988          | マイルズ・フロム・ホーム Miles from Home                                           | フランク・ロバーツ・シニア | |
| 1988          | 遥かなるスノー・リバー The Man from Snowy River II                                 | ハリソン                   | |
| 1988          | コクーン2/遥かなる地球 Cocoon: The Return                                          | ウォルター                 | クレジットなし |
| 1989          | デイワン/最終兵器の覚醒 Day One                                                    | レズリー・グローヴス       | テレビ映画 |
| 1989          | インディオ Indio                                                                   | ウィテカー                 | |
| 1989          | ヒットラーを狙え!/独裁者 運命の7分間 Georg Elser - Einer aus Deutschland           | ワグナー                   | |
| 1989          | 狙われた証言 Perfect Witnwss                                                       | ジェームズ・ファルコン     | テレビ映画 |
| 1990          | 騙し屋 Pride and Extreme Prejudice                                                 | ブルーノ                   | テレビ映画 |
| 1990          | ブルーヒート The Last of the Finest                                                | フランク・デイリー         | |
| 1990          | 推定無罪 Presumed Innocent                                                         | レイモンド・ホーガン       | |
| 1991          | F/X2 イリュージョンの逆転 F/X2 The Deadly Art Of Illusion                          | レオ・マッカーシー         | |
| 1991          | 立証責任 The Burden of Proof                                                       | ディクソン・ハートネル     | テレビ映画 エミー賞最優秀助演男優賞ノミネート |
| 1992          | ファイティング・キッズ Gladiator                                                   | ジミー・ホーン             | |
| 1992          | To Catch a Killer                                                                  | ジョン・ウェイン・ゲイシー | テレビ映画 エミー賞最優秀助演男優賞ノミネート |
| 1992          | 情報屋/パワープレイ Teamster Boss: The Jackie Presser Story                        | ジャッキー                 | テレビ映画 |
| 1993          | マーダー Murder in the Heartland                                                   | ジョン・マッカーサー       | テレビ映画 エミー賞最優秀助演男優賞ノミネート |
| 1993          | Jack Reed: Badge of Honor                                                          | ジャック・リード           | テレビ映画 製作総指揮・出演 |
| 1994          | Jack Reed: A Search for Justice                                                    | ジャック・リード           | テレビ映画 製作総指揮・監督・脚本・出演 |
| 1995          | クリス・ファーレイはトミーボーイ Tommy Boy                                         | ビッグ・トム               | |
| 1995          | ヘンリエッタに降る星 The Stars Fell on Henrietta                                   |                            | テレビ映画 |
| 1995          | Jack Reed: One of Our Own                                                          | ジャック・リード           | テレビ映画 製作総指揮・監督・脚本・出演 |
| 1995          | 不倫法廷3 Shadowof a Doubt                                                         | チャーリー・スローン       | テレビ映画 製作総指揮・監督・脚本・出演 エドガー賞テレビシリーズ脚本部門ノミネート |
| 1996          | Jack Reed: A Killer Among Us                                                       | ジャック・リード           | テレビ映画 製作総指揮・監督・脚本・出演 |
| 1996          | A Season in Purgatory                                                              | ジェラルド・ブラッドレー   | テレビ映画 ゴールデン・サテライト賞最優秀助演男優賞ノミネート |
| 1997          | ロミオ+ジュリエット Romeo + Juliet                                                 | テッド・モンタギュー       | |
| 1997          | Jack Reed: Death and Vengeance                                                     | ジャック・リード           | テレビ映画 製作総指揮・監督・脚本・出演 |
| 1997          | ダブル・クロス 〜裏切りの法廷〜 Indefensible: The Truth About Edward Brannigan     | エディ・ブラニガン         | テレビ映画 製作総指揮・監督・出演 |
| 1998          | ガルフ・ウォー Thanks of a Grateful Nation                                         | Donald Riegle              | テレビ映画 ゴールデン・サテライト賞最優秀助演男優賞ノミネート |
| 1999          | ネットフォース Net Force                                                           | ローウェル・デヴィッドソン | テレビ映画 |
| 1999          | 殺人警官 Sirens                                                                    | デンビー                   | テレビ映画 |
| 1999          | ネットジャック Silicon Towers                                                      | トム・ワーナー             | |
| 2000          | Death of a Salesman                                                                | ウィリー・ロマン           | テレビ映画 製作総指揮・出演 PGAゴールデン・ローレル賞テレビ製作者賞 受賞 ゴールデングローブ賞主演男優賞 受賞 全米映画俳優組合賞男優賞 (テレビ映画・ミニシリーズ) 受賞 エミー賞最優秀主演男優賞ノミネート |
| 2000          | FAIL SAFE 未知への飛行 Fail Safe                                                   | ボーガン大将               | テレビ映画 |
| 2001          | レッド・ロック Warden of Red Rock                                                  | Sheriff Selwyn Church      | テレビ映画 製作総指揮・出演 |
| 2001          | サマーリーグ Summer Catch                                                          | ジョン                     | |
| 2001          | キラー・コマンドー Three Blind Mice                                                | マシュー・ホープ           | テレビ映画 製作総指揮・出演 |
| 2002          | 夏休みのレモネード Stolen Summer                                                   | ケリー神父                 | |
| 2003          | 歪んだエンロン 〜虚栄の崩壊〜 The Crooked E: The Unshredded Truth About Enron      | ミスター・ブルー           | テレビ映画 |
| 2004          | セレブの種 She Hate Me                                                             | ビル・チャーチ             | |
| 2004          | 壊滅暴風圏/カテゴリー6 Category 6: Day of Destruction                              | アンディ・グッドマン       | テレビ映画 |
| 2005          | アサルト13 要塞警察 Assault on Precinct 13                                         | ジャスパー・オーシェア     | |
| 2005          | Our Fathers                                                                        | ドミニク・スパグノリア神父 | テレビ映画 エミー賞、サテライト賞、最優秀助演男優賞ノミネート |
| 2006          | 狼の街 10th & Wolf                                                                 | ホーヴァス                 | |
| 2007          | マルコ・ポーロ/東方見聞録 Marco Polo                                               | クビライ                   | テレビ映画 |
| 2007          | レミーのおいしいレストラン Ratatouille                                             | ジャンゴ                   | アニメーション:声の出演 |
| 2008          | ボーダー Righteous Kill                                                            | ヒンギス                   | |
| 2010          | 憧れのモニカ・ヴェロア Meet Monica Velour                                          | ポップ・ポップ             | |
| 2010          | スリーデイズ The Next Three Days                                                   | ジョージ・ブレナン         | |
| 2011          | ビッグ・ボーイズ しあわせの鳥を探して The Big Year                                 | レイモンド・ハリス         | |
| 2015          | 聖杯たちの騎士 Knight of Cups                                                      | ジョセフ                   | |
| 2018          | かもめ The Seagull                                                                 | ソーリン                   | |
| 2018          | TAG タグ Tag                                                                       | チリアーノ氏               | |

### テレビシリーズ
| 放映年    | 邦題 原題                                                  | 役名                                  | 備考         |
| --------- | ---------------------------------------------------------- | ------------------------------------- | ------------ |
| 1978      | 真珠湾 Pearl                                               | オットー・チェイン                    | ミニシリーズ |
| 1981      | ダイナスティー Dynasty                                     | ジャック・ダナム検事                  |              |
| 1984      | 女刑事キャグニー&レイシー Cagney & Lacey                   | マイケル・マグルーダ                  | 1エピソード  |
| 1987      | 特捜刑事マイアミ・バイス Miami Vice                        | ビリー・ボブ・プロヴァーブ            | 1エピソード  |
| 2004      | ザ・ホワイトハウス The West Wing                           | ラフェ・フラミンガム                  | 1エピソード  |
| 2006      | 4400 The 4400                                              | ミッチ・ボールドウィン                | 1エピソード  |
| 2007      | LAW & ORDER:性犯罪特捜班 Law & Order: Special Victims Unit | Judson Tierney                        | 1エピソード  |
| 2008      | 30 ROCK/サーティー・ロック 30 Rock                         | ミッキーJ                             | 1エピソード  |
| 2010      | リゾーリ&アイルズ ヒロインたちの捜査線 Rizzoli & Isles     | Kenny Leahy                           | 1エピソード  |
| 2012      | グッド・ワイフ The Good Wife                               | バッキー・スタブラー                  | 2エピソード  |
| 2016-2019 | THE_BLACKLIST/ブラックリスト The Blacklist                 | ドミニク・ウィルキンソン/オリアンダー | 8エピソード  |

### 舞台
| 上演年    | 邦題 原題                                       | 役名                         | 劇場・劇団                                                                                     | 備考                                           |
| --------- | ----------------------------------------------- | ---------------------------- | ---------------------------------------------------------------------------------------------- | ---------------------------------------------- |
| 1976      | ストリーマーズ Streamers                        |                              | リンカーン・センター、ニューヨーク                                                             |                                                |
| 1979      | Says I, Says He                                 | ピート・ハナフィン           | Marymount Manhattan Theatre、ニューヨーク                                                      |                                                |
| 1985      | Rat in the Skull                                |                              | Wisdom Bridge Theatre Company、シカゴ                                                          |                                                |
| 1986      | Galileo                                         |                              | グッドマン劇場、シカゴ                                                                         |                                                |
| 1988      | 桜の園 The Cherry Orchard                       | ロパーヒン                   | Majestic Theatre                                                                               |                                                |
| 1990-1991 | 氷人来たる The Iceman Cometh                    |                              | グッドマン劇場、シカゴ                                                                         |                                                |
| 1992      | 氷人来たる The Iceman Cometh                    |                              | Abbey Theatre、ダブリン                                                                        |                                                |
| 1995      | Translations                                    | ヒュー                       | Plymouth Theatre、ニューヨーク                                                                 | ブロードウェイ・デビュー作品                   |
| 1999      | セールスマンの死 Death of a Salesman            | ウィリー・ローマン           | Eugene O'Neill Theatre、ニューヨーク                                                           | トニー賞演劇主演男優賞 受賞                    |
| 2000      | セールスマンの死 Death of a Salesman            | ウィリー・ローマン           | Shubert Theatre、ニューヘヴン Ahmanson Theatre、ロサンゼルス                                   |                                                |
| 2002      | 夜への長い旅路 Long Day's Journey Into Night    | ジェームズ・タイロン         | グッドマン劇場、シカゴ                                                                         |                                                |
| 2003      | 夜への長い旅路 Long Day's Journey Into Night    | ジェームズ・タイロン         | Plymouth Theatre、ニューヨーク                                                                 | トニー賞演劇主演男優賞 受賞                    |
| 2003      | The Exonerated                                  |                              | Shubert Theatre、ニューヘヴン                                                                  |                                                |
| 2003-2004 | Trumbo: Red White and Blacklisted               | ダルトン・トランボ           | Westside Theatre、ニューヨーク                                                                 |                                                |
| 2004      | ヒューイ Hughie                                 |                              | グッドマン劇場、シカゴ                                                                         |                                                |
| 2005      | Trumbo: Red White and Blacklisted               | ダルトン・トランボ           | Huntington Theatre, Boston Centre for the Arts、ボストン Post Street Theater、サンフランシスコ |                                                |
| 2005      | セールスマンの死 Death of a Salesman            | ウィリー・ローマン           | Lyric Theatre、ロンドン                                                                        | ローレンス・オリヴィエ賞 ドラマ部門 主演男優賞 |
| 2007      | Inherit the Wind                                | マシュー・ハリソン・ブラディ | Lyceum Theatre、ニューヨーク                                                                   |                                                |
| 2007      | マイ・フェア・レディ My Fair Lady               | イライザの父親               |                                                                                                |                                                |
| 2008      | ヒューイ Hughie                                 |                              | Trinity Repertory Company、プロヴィデンス                                                      |                                                |
| 2008      | Conversations in Tusculum                       |                              | Joseph Papp Public Theater/Anspacher Theater、ニューヨーク                                     |                                                |
| 2008      | 終わりよければ全てよし All's Well That Ends Wel |                              | Stratford Shakespeare Festival、オンタリオ                                                     |                                                |
| 2008      | クラップの最後のテープ Krapp's Last Tape        |                              |                                                                                                |                                                |
| 2009      | 楡の木陰の欲望 Desire Under the Elms            | イフレイム                   | St. James Theatre、ニューヨーク                                                                |                                                |
| 2011      | 十二夜 Twelfth Night                            |                              | Stratford Shakespeare Festival、オンタリオ                                                     |                                                |
| 2011      | The Homecoming                                  |                              | Stratford Shakespeare Festival、オンタリオ                                                     |                                                |
| 2012      | The Exonerated                                  |                              | 45 Bleecker、ニューヨーク                                                                      |                                                |